# تشارلي براون (سياسي)
تشارلي براون (بالإنجليزية: Charles M. Brown)‏ هو سياسي أمريكي، ولد في 1903، وتوفي في 1995.